# جرامي قزم

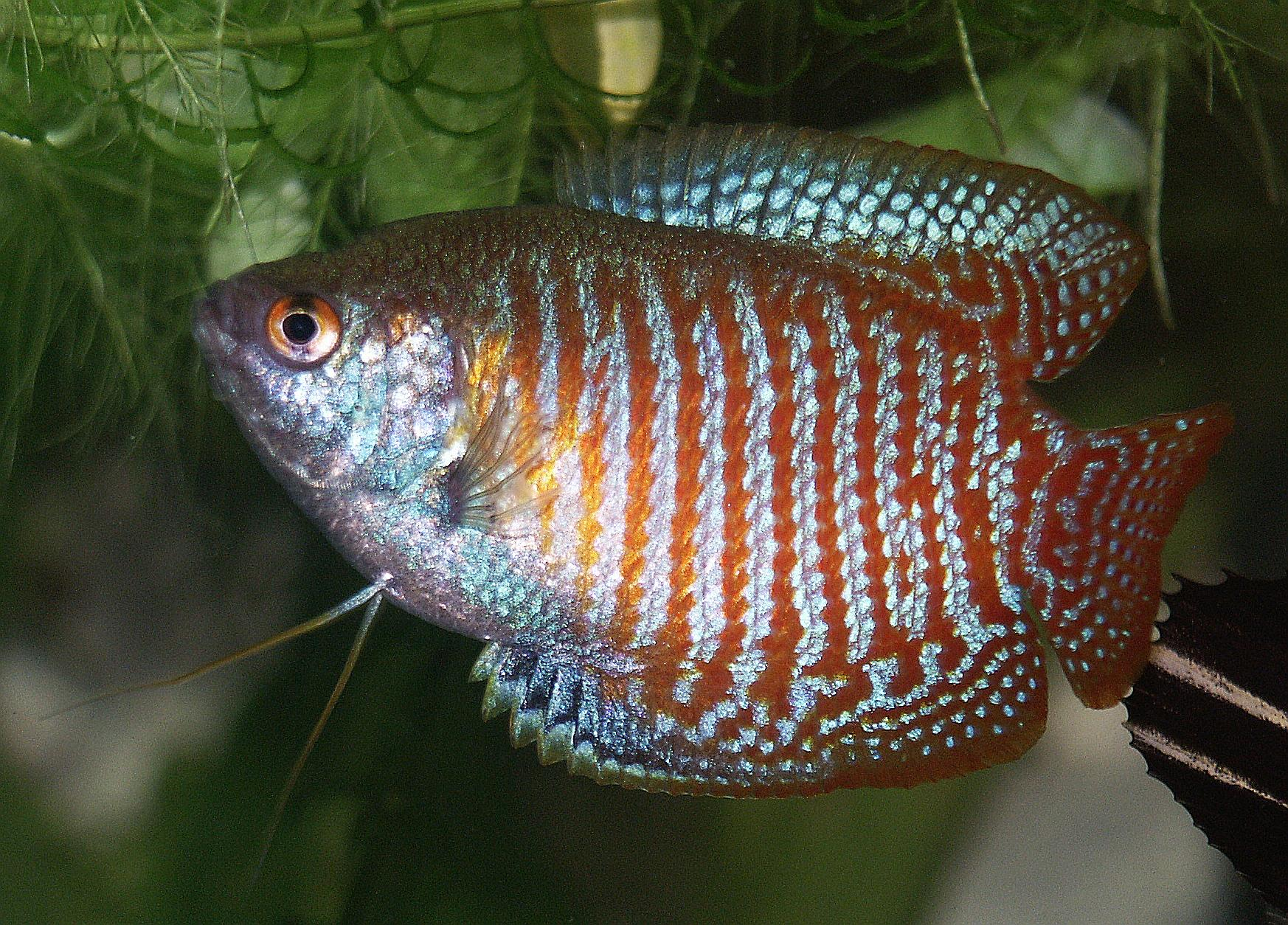
دوورف جرامي

جرامي قزم أو دوورف جرامي (باللاتينية: Colisa lalia)، (بالإنجليزية: Dwarf gourami)، ينتمي لفصيلة بيلونتيدي Osphronemidae، يتواجد هذا السمك في أنهار الشرق الأقصى الاستوائي بورناي وسيام والصين.وهو سمكة جميلة المظهر ذات حجم صغير، حوالي البوصتان، سمكة جماعية اليفة بشكل جيد وسمكة خجولة إلى حد ما، تصلح للاحواض الصغيرة لكنها تحب الكثير من النباتات والكثير من الأماكن للاختباء.
مثل أكثر أسماك هذه العائلة، يبني عشه أو فقاعته وتطفو على سطح الماء ويظل إلى جوارها، البيض بالإضافة إلى صغار السمك يكونون أخف وزنا من الماء فيطوف على السطح.